# Campionati europei di salto ostacoli 1975
I Campionati europei di salto ostacoli 1975, tredicesima edizione della manifestazione, si sono svolti a Monaco di Baviera, in Germania Ovest. 
Le gare sono state dominate dagli atleti di casa, che hanno conquistato la vittoria nel concorso a squadre e tutti i tre posti sul podio della gara individuale. 

## Podi
| Evento           | Oro                | Argento          | Bronzo        |
| Gara individuale | Alwin Schockemöhle | Hartwig Steenken | Sönke Sönksen |
| Gara a squadre   | Germania Ovest     | Svizzera         | Francia       |

## Medagliere
| Posiz. | Nazione        | Oro | Argento | Bronzo | Totale |
| ------ | -------------- | --- | ------- | ------ | ------ |
| 1      | Germania Ovest | 2   | 1       | 1      | 4      |
| 2      | Svizzera       | 0   | 1       | 0      | 1      |
| 3      | Francia        | 0   | 0       | 1      | 1      |
| Totale | Totale         | 2   | 2       | 2      | 6      |